# Ambopteryx
Ambopteryx (лат., возможное русское название — амбоптерикс) — род тероподных динозавров из семейства скансориоптеригид, включающий единственный вид — Ambopteryx longibrachium. Обитал в оксофордском веке юрского периода (около 163 млн лет назад) на территории современного Китая. 
Род относится к скансориоптеригидам и является сестринским таксоном Yi qi.

## Этимология
Родовое название Ambopteryx образовано от лат. ambo — «два» и др.-греч. πτέρυξ (pteryx) — «крыло», что отсылает к птичьему строения тела и перепончатым крыльям динозавра. Таким образом получается, что родовое название можно перевести как «два крыла». 
Видовое название longibrachium происходит от лат. longus — «длинный» и brachium — «плечо», буквально — «длинноплечий». 

## История изучения
В 2017 году Институт палеонтологии и палеоантропологии позвоночных, располагающийся в Пекине, приобрёл фоссилизированный скелет небольшого теропода, который был раскопан фермерами неподалёку от деревни Вубрайдинг в подрайоне Решуитанг, располагающемся в провинции Ляонин, Китай. Так как ископаемые остатки напоминали птичьи, после подготовки Ли Дахангом они были отправлены на изучение палеоорнитологу Вану Мину. Дальнейшее исследование показало, что у животного была дополнительная кость в крыле, поддерживавшая кожаную перепонку. Таким образом Ambopteryx longibrachium является вторым обнаруженным динозавром, покрытым перьями и кожаными перепонками. Первый такой динозавр — Yi, описанный в 2015 году. 
Голотип IVPP V24192, представленный почти полным сочленённым скелетом, находящимся на вмещающей плите, на котором имеются отпечатки мягких тканей, был описан и отнесён к новому роду и виду, получившему название Ambopteryx longibrachium, в 2019 году Мином Ваном, Цзинмэй К. О'Коннор, Сюй Сином и Чжунхэ Чжоу.

## Описание

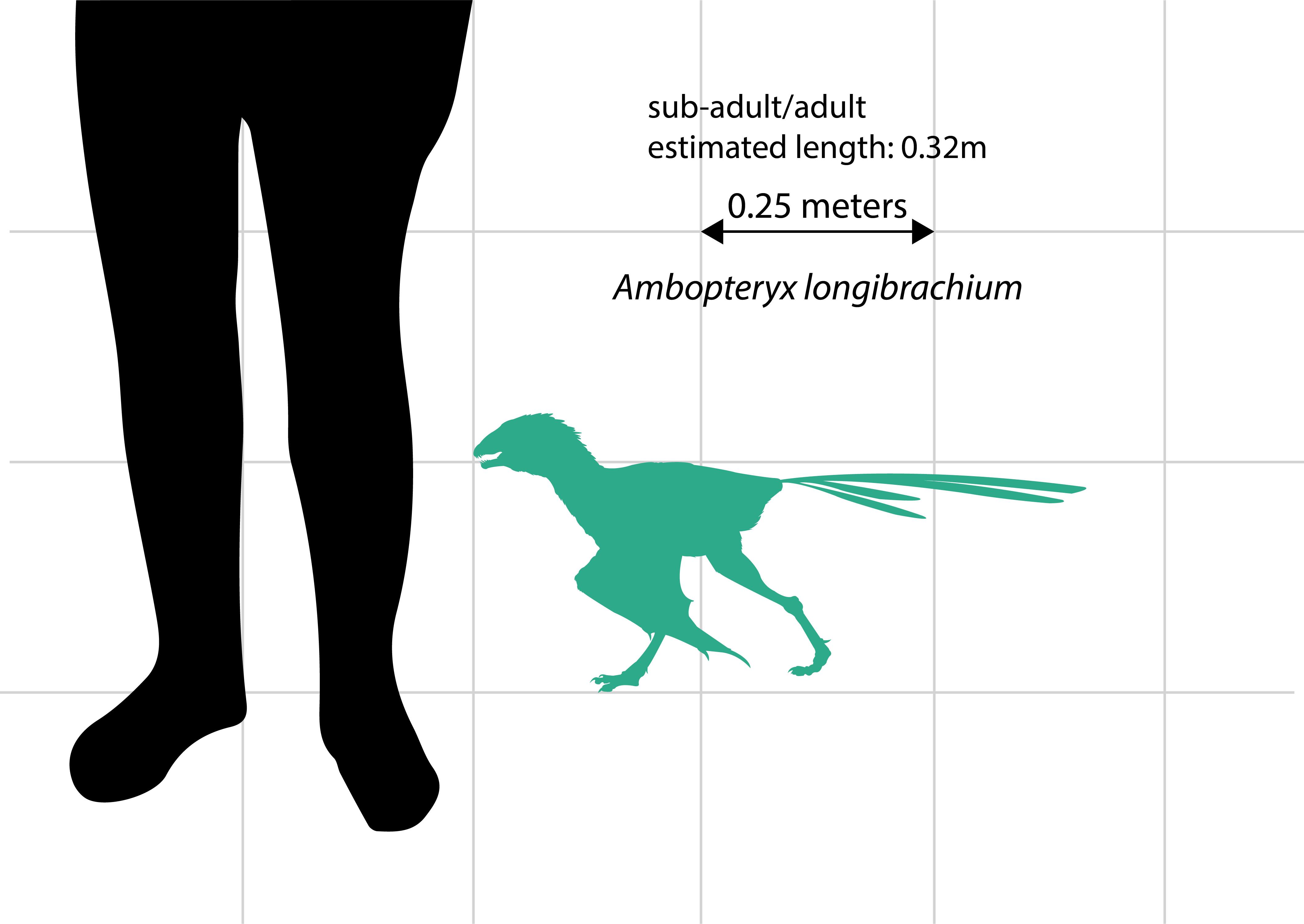
В сравнении со среднестатистическим взрослым мужчиной

Был довольно мелким динозавром, весил примерно 306 грамм и достигал в длину около 32 см. Размах крыльев — чуть меньше полуметра.
Локтевая кость примерно в два раза больше лучевой кости. Хвост короткий и не имеет чёткой точки перехода к средней части хвоста. Передние конечности очень длинные, примерно на 30% больше, чем задние конечности. Хвост короче, чем плечевая кость.  

## Палеобиология

### Рацион
Брюшная полость голотипа содержит мелкие камни и неопознанные костные фрагменты, которые считаются гастролитами и проглоченными остатками. До описания данного вида питание скансориоптеригид было неизвестно. Наличие в фоссилизированном теле животного гастролитов и возможных окаменелых костных фрагментов в сочетании с необычной морфологией зубов скансориоптеригид позволяет предположить, что они были всеядны. 

### Способность к полёту
Крылья не могли использоваться для полноценного машущего полёта, так как не обладали мышцами, постоянно регулировавшими натяжение крыльев в полёте, не дающими им ломаться и изгибаться. Ambopteryx longibrachium, по видимому, планировал подобно летягами и шестокрылам.